# Slingerraketmisvatting

Robert Goddard naast de eerste raket met vloeibare brandstof, 1926

De slingerraketmisvatting is een veelvoorkomende fundamentele misvatting van raketmechanica en hoe raketten een stabiel traject aanhouden. De eerste raket met vloeibare brandstof, gemaakt door Robert Goddard in 1926, verschilde sterk van moderne raketten door een bovenaan geplaatste motor en onderaan geplaatste brandstoftank. Het idee was dat de raket zou "hangen" aan de motor zoals een slinger aan een draaipunt met de massa van de tank als tegengewicht. Dit zou moeten zorgen dat de raket rechtdoor blijft vliegen. Dit is echter niet waar. De stabiliteit wordt door andere factoren bepaald. Newtoniaanse mechanica toont ons dat de Goddard raket even stabiel is als een raket met de motor onderaan (zoals in de meeste moderne raketten).
Als de motor de neus recht omhoog zou blijven duwen, zelfs als de rest van de raket rondslingert, zou de raket stabiel zijn en recht getrokken worden. Echter, aangezien de motor vast gemonteerd is aan de rest van de raket zal de motor geen opwaartse en dus stabiliserende kracht geven. Het zal de raket simpelweg nog meer naar de kant duwen naar waar hij leunt. Er komt geen stuurkracht aan te pas.